# 和泉山脈
和泉山脈（いずみさんみゃく）とは、大阪府と和歌山県とを隔てる山脈。大阪盆地の南西部に位置し東西に連なる。

## 地理
範囲は、近畿地方における中央構造線の北縁部にあたり、西からは和歌山市加太・岬町多奈川付近から孝子峠、三峯山、和泉葛城山、鍋谷峠、三国山、槇尾山、燈明岳、蔵王峠、岩湧山、紀見峠に至るおおむね南北10km余り、東西50kmほどの地域である。標高400m～900m程度の山が連なる山脈である。